# Maccuwa
Maccuwa (hebr. מצובה) – kibuc położony w Samorządzie Regionu Matte Aszer, w Dystrykcie Północnym, w Izraelu. Członek Ruchu Kibuców (Ha-Tenu’a ha-Kibbucit).

## Położenie
Kibuc Maccuwa jest położony na wysokości 105 metrów n.p.m. na wzgórzach Zachodniej Galilei. W kierunku wschodnim teren wznosi się do gór Górnej Galilei i opada na zachód na równinę przybrzeżną Izraela. W odległości 5 km na zachód znajduje się wybrzeże Morza Śródziemnego. Na wschód od kibucu wznosi się wzgórze Har Poreach (173 m n.p.m.), a na południowym wschodzie wzgórza Giwat Chamudot (93 m n.p.m.), Giwat Ezow (178 m n.p.m.) i Tel Awdon (146 m n.p.m.). Na północy przepływa strumień Becet i jego dopływ Cuva. W odległości niecałych 2 km na północy przebiega granica Libanu. W otoczeniu kibucu Maccuwa znajdują się miasto Naharijja, miejscowość Szelomi, kibuce Chanita, Kabri, Sa’ar i Geszer ha-Ziw, moszawy Ja’ara, Awdon, Ben Ammi, Liman i Becet, oraz wioska komunalna Newe Ziw

### Podział administracyjny
Maccuwa jest położony w Samorządzie Regionu Matte Aszer, w Poddystrykcie Akka, w Dystrykcie Północnym.

## Demografia
Stałymi mieszkańcami kibucu są wyłącznie Żydzi. Tutejsza populacja jest świecka:

Źródło danych: Central Bureau of Statistics.

## Historia

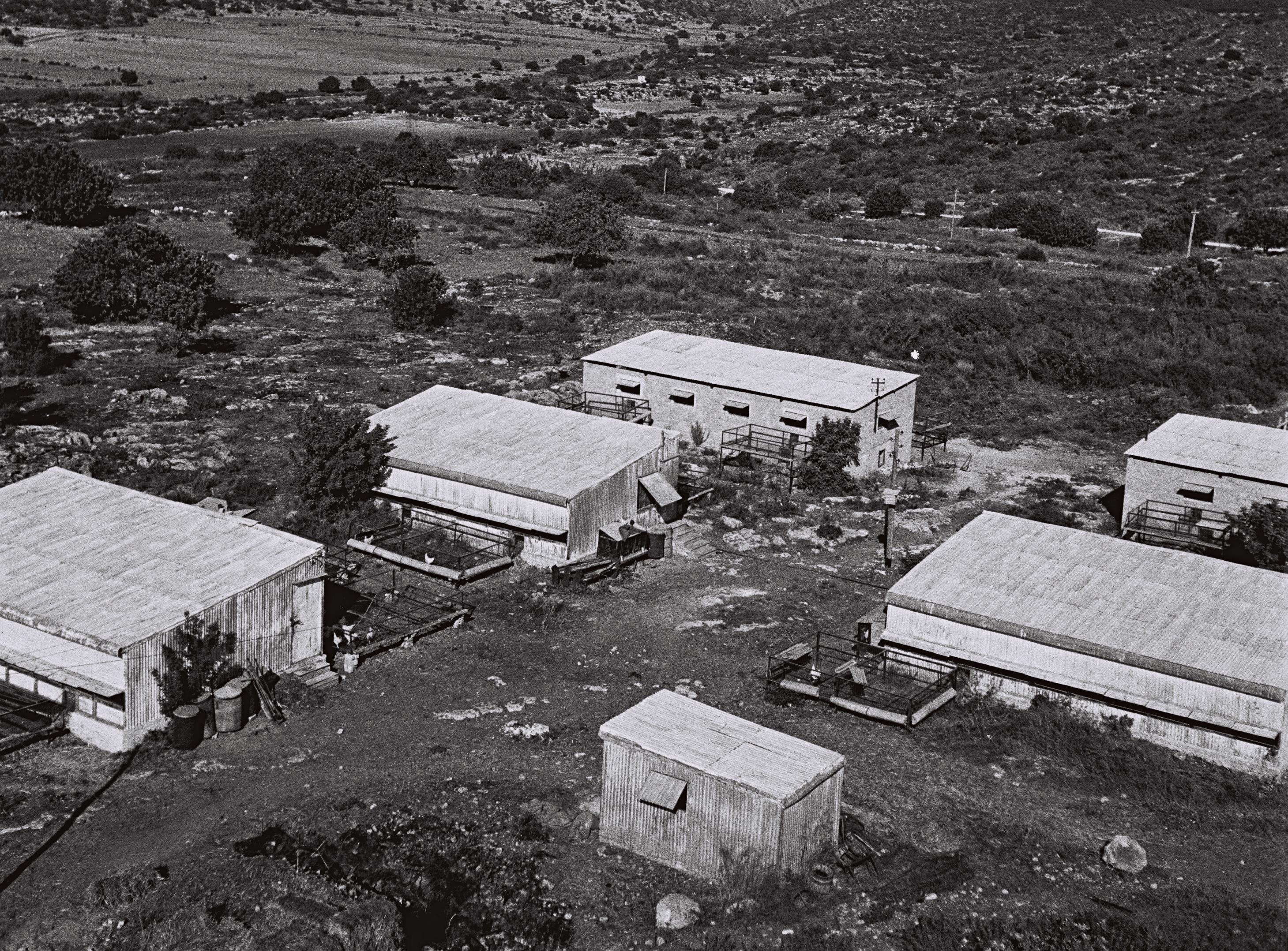
Kibuc Maccuwa w 1946 r.

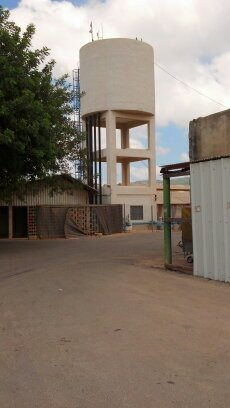
Wieża wodna w kibucu Maccuwa

Na początku XX wieku ziemię w tej okolicy zaczęły wykupywać od arabskich właścicieli żydowskie organizacje syjonistyczne. Grupa założycielska kibucu zawiązała się w 1934 roku. Należeli do niej imigranci z Niemiec, Austrii i Czechosłowacji, związani z organizacją sportową Maccabi ha-Ca'ir. Początkowo mieszkali w rejonie dzisiejszego miasta Hadera, a w 1937 roku przeszli szkolenie w kibucu Deganja Alef. W 1939 roku wsparli rozbudowę przygranicznego kibucu Chanita. W dniu 9 lutego 1940 roku w jego pobliżu założyli własny kibuc Maccuwa. Nazwę zaczerpnięto od starożytnego miasta Masub, którego lokalizację wskazuje się na 2 km na północ od miejsca położenia kibucu. Miasto to było wspominane przez Talmud i Misznę. W pierwszym okresie mieszkańcy mieli duże trudności z brakiem wody i chorobami. Trudne warunki upraw rolniczych w górskiej okolicy powodował duże niedobory żywności. Mieszkańcy poszukiwali więc nietypowych sposobów utrzymania, zbierając grzyby oraz zakładając warsztaty tkackie. Po zakończeniu II wojny światowej w Brytyjskim Mandacie Palestyny zaczął narastać konflikt izraelsko-arabski. W nocy z 16 na 17 czerwca 1946 roku żydowskie organizacje paramilitarne Hagana i Lechi przeprowadziły dywersyjny atak wysadzając 11 mostów drogowych i kolejowych w Palestynie. Rannych członków kompanii szturmowej Palmach ewakuowano wówczas do kibucu Maccuwa, a następnie w obawie przed brytyjskim pościgiem przeniesiono do jaskini w pobliżu kibucu Chanita. W odwecie za atak brytyjskie władze mandatowe rozpoczęły kampanię represji wobec żydowskich organizacji paramilitarnych. W dniu 29 czerwca 1946 roku brytyjscy żołnierze wkroczyli do kibucu Maccuwa, przeprowadzając aresztowania podejrzanych osób - zostali internowani. Ubytek mieszkańców w kibucu został uzupełniony przez grupę imigrantów z Węgier. W 1947 roku miał miejsce punkt zwrotny w historii kibucu - było to odkrycie nowego źródła wody, które umożliwiło normalną egzystencję osady. Przyjęta 29 listopada 1947 roku Rezolucja Zgromadzenia Ogólnego ONZ nr 181 przyznała te tereny państwu arabskiemu. Podczas wojny domowej w Mandacie Palestyny na początku 1948 roku w okolicy tej stacjonowały siły Arabskiej Armii Wyzwoleńczej, które paraliżowały żydowską komunikację w całej Zachodniej Galilei. Kibuc Maccuwa był oblężony przez kilka miesięcy. Na samym początku I wojny izraelsko-arabskiej w maju 1948 roku Izraelczycy przeprowadzili operację „Ben-Ammi”, wypierając z tego obszaru siły arabskie i znosząc oblężenie kibucu. Po wojnie kibuc przejął część ziem zniszczonej arabskiej wioski Al-Bassa. Pod koniec lat 90. XX wieku kibuc przeszedł proces prywatyzacji.

## Edukacja
Kibuc utrzymuje przedszkole. Starsze dzieci są dowożone do szkół w kibucu Geszer ha-Ziw.

## Kultura i sport
W kibucu znajduje się ośrodek kultury z biblioteką. Z obiektów sportowych jest basen pływacki, boisko do piłki nożnej oraz korty tenisowe.

## Infrastruktura
W kibucu jest przychodnia zdrowia, pralnia, sklep wielobranżowy, stolarnia i warsztat mechaniczny.

## Gospodarka
Gospodarka kibucu opiera się na intensywnym rolnictwie i sadownictwie. Hodowle w sadach koncentrują się na granatach, bananach, mandarynkach, mango, awokado i liczi. Jest tu także ferma drobiu. Z zakładów istnieje firma produkująca wyroby skórzane i tekstylne.

## Transport
Z kibucu wyjeżdża się na zachód na drogę nr 70, którą jadąc na południe dojeżdża się do skrzyżowania z drogą nr 8911 (prowadzi na wschód do moszawów Awdon i Manot) i dalej do kibucu Kabri przy skrzyżowaniu z drogą ekspresową nr 89, lub jadąc na północ dojeżdża się do skrzyżowania z drogą nr 899. Jadąc nią na północny zachód dojeżdża się do miejscowości Szelomi, lub na wschód do moszawu Ja’ara.